# Inocellia fulvostigmata
Inocellia fulvostigmata är en halssländeart som beskrevs av U. Aspöck och H. Aspöck 1968. Inocellia fulvostigmata ingår i släktet Inocellia och familjen reliktsländor.

## Underarter
Arten delas in i följande underarter:
- I. f. nigrostigmata
- I. f. fulvostigmata